# Parderrubias (La Merca)
Parderrubias (llamada oficialmente Santa Olaia de Parderrubias) es una parroquia y un lugar del municipio español de La Merca, en la provincia de Orense, Galicia.

## Toponimia
La parroquia también es conocida por los nombres de Santa Baia de Parderrubias y Santa Eulalia de Parderrubias.

## Organización territorial
La parroquia está formada por cinco entidades de población, constando dos de ellas en el nomenclátor del Instituto Nacional de Estadística español:
- Barrio
- A Carballeira
- Nigueiroá
- Outeiro
- Parderrubias

## Demografía

### Parroquia
| Gráfica de evolución demográfica de Parderrubias (parroquia) entre 2000 y 2022 |
|                                                                                |
| Datos según el nomenclátor publicado por el INE.                               |

### Lugar
| Gráfica de evolución demográfica de Parderrubias (lugar) entre 2000 y 2022 |
|                                                                            |
| Datos según el nomenclátor publicado por el INE.                           |